# Takuya Kurosawa
Takuya Kurosawa (黒澤琢弥, Kurosawa Takuya, Ibaraki, 7 de junho de 1962) é um automobilista e apresentador de televisão japonês que correu na temporada de 2000 da extinta CART (Champ Car) pela equipe Dale Coyne.

## Carreira
Vindo de uma família ligada ao automobilismo (seu pai, Motoharu, era apresentador de televisão, e seus irmãos Haruki e Tsubasa também eram pilotos de automobilismo, correndo em categorias de pequena expressão), Kurosawa disputou corridas da Fórmula 3 Japonesa (1988 a 1989), Fórmula 3000 Japonesa (1990 a 1995) e JGTC (1994 a 1999). Ele também chegou a ser piloto de testes da equipe Jordan em 1992, em sua única experiência com carros de Fórmula 1.
Na CART, estreou aos 37 anos e chegou a liderar o GP de Long Beach por sete voltas, tornando-se assim o primeiro japonês a liderar uma corrida da categoria.. No geral, não teve bom desempenho, principalmente nas corridas em circuito oval, chegando inclusive a sofrer vários acidentes - em Nazareth, bateu o Lola-Ford #19 e foi impedido de largar, e em Michigan, bateu violentamente de traseira e não foi liberado para correr. Depois desta etapa, foi substituído pelo brasileiro Gualter Salles em 3 corridas. Nas 9 corridas em que conseguiu largar, Kurosawa obteve apenas um 12º lugar no GP de Detroit. Recuperado do acidente em Michigan, chegou a ter sua volta às pistas em Mid-Ohio, mas optou em voltar ao automobilismo de seu país natal, e sua vaga foi ocupada pelo norte-americano Alex Barron.
Correu ainda uma edição das 24 Horas de Le Mans, em 1998, pilotando um Nissan R390 GT1 da Nissan Motorsports-TWR, juntamente com Satoshi Motoyama e Masami Kageyama. O trio chegou em 10º lugar na classificação geral e em 9º na classe GT1.